# Khatauli
Khatauli è una suddivisione dell'India, classificata come municipal board, di 58.497 abitanti, situata nel distretto di Muzaffarnagar, nello stato federato dell'Uttar Pradesh.